# Kempf
Kempf ist ein deutscher Familienname.

## Namensträger
- Alfons Kempf (1912–1999), deutscher Weihbischof im Bistum Würzburg
- Anastasia Kempf (* 1997), deutsche rhythmische Sportgymnastin
- Andreas Kempf (Turner) (1881–1963), schweizerisch-US-amerikanischer Turner und Leichtathlet
- Andreas Kempf (Curler) (* 1967), deutscher Curler
- Andreas Kempf (Leichtathlet) (1881–1963), Schweizer Leichtathlet
- Anna Gumlich-Kempf (1860–1940), deutsche Malerin
- Annemarie Kempf (1915–1992), Sekretärin Albert Speers
- Arno Kempf (* 1965), deutscher Schauspieler
- Barbara Schneider-Kempf (* 1954), deutsche Bibliothekarin
- Beatrix Kempf (1908–2009), österreichische Redakteurin, Friedensaktivistin und Biographin Bertha von Suttners
- Cornelia Kempf (* 1970), deutsche Schriftstellerin
- Davorin Kempf (1947–2022), jugoslawischer bzw. kroatischer Komponist, Pianist und Musikwissenschaftler
- Dieter Kempf (Ruderer) (* vor 1951), deutscher Rudersportler
- Dieter Kempf (* 1953), deutscher Ökonom und Unternehmer
- Eberhard Kempf (* 1943), deutscher Rechtsanwalt
- Eugen Karl Kempf (1932–2017), deutscher Geologe und Mikropaläontologe
- Freddy Kempf (* 1977), britischer Pianist
- Friedrich Kempf (Architekt) (1857–1932), deutscher Architekt
- Friedrich Kempf (Kirchenhistoriker) (1908–2002), deutscher römisch-katholischer Geistlicher und Kirchenhistoriker
- Georg Kempf (1809–1883), deutscher Jurist und Politiker
- Georg Alfred Kempf (* 1916), evangelischer Theologe, Redakteur und Kirchenlieddichter
- George Kempf (1944–2002), US-amerikanischer Mathematiker
- Gottlieb Theodor von Kempf (1871–1964), österreichischer Landschaftsmaler und Illustrator
- Günther Kempf (1885–1961), deutscher Schiffbauingenieur
- Gustav Kempf (1890–1972), deutscher katholischer Geistlicher
- Hans-Dieter Kempf (1960–2017), deutscher Sportwissenschaftler
- Heinrich Kempf (Maler) (1814–1852), deutscher Landschafts- und Porträtmaler der Düsseldorfer Schule
- Heinrich Kempf (Ingenieur) (1905–1993), Schweizer Maschinenbauingenieur und Unternehmer
- Heinz Kempf (* 1937), deutscher Fußballspieler
- Hermann Kempf (1854–1919), deutscher Generalleutnant
- Hervé Kempf (* 1957), französischer Journalist und Autor
- Hippolyt Kempf (* 1965), Schweizer Nordischer Kombinierer
- Jean Kempf (1889/1890–1962), Schweizer Fußballgoalie
- Jean-Baptiste Kempf (* 1983), französischer Softwareentwickler
- Johannes Kempf (1592–1635), deutscher Mediziner
- Kurt Kempf (Fußballspieler) (1922–?), deutscher Fußballspieler
- Kurt Kempf (Politiker) (1941–1985), deutscher Politiker (SPD)
- Ludwig Kempf (Politiker, 1804) (1804–1876), Mitglied des Preußischen Abgeordnetenhauses
- Ludwig Kempf (Abgeordneter) (1813–1879), deutscher Jurist und Mitglied der kurhessischen Ständeversammlung
- Manuela Kempf (* 1964), deutsche Filmeditorin
- Marc Oliver Kempf (* 1995), deutscher Fußballspieler
- Martina Kempf (* 1964), deutsche Juristin, Politikerin (AfD)
- Martine Kempf (* 1958), französische Unternehmerin und Erfinderin
- Michael Kempf (* 1977), deutscher Koch
- Nikolaus Kempf (um 1415–1497), deutscher Mystiker und Theologe
- Oliver Kempf (* 1965), Geologe
- Paul Kempf (1856–1920), deutscher Astronom und Astrophysiker
- Peter Kempf (* 1945), deutscher Maler
- Polina Konstantinowna Kempf (* 1999), russische Wasserballspielerin
- Regina Kempf (* 1943), Schweizer Programmsprecherin, Moderatorin und Journalistin
- Roger Kempf (1927–2014), Schweizer Romanist und Professor an der ETH Zürich
- Roman Kempf (* 1953), deutscher Gärtner und Schriftsteller
- Rosa Kempf (1874–1948), deutsche Lehrerin, Frauenrechtlerin
- Rudolf Kempf (1864–1943), deutscher Kunsthistoriker und Unternehmer
- Ruth Kempf (1915–2012), US-amerikanische Schauspielerin
- Sebastian Kempf (* 1995), deutscher Schauspieler, Hörspiel- und Synchronsprecher
- Thomas Kempf (* 1942), deutscher Flottillenadmiral
- Udo Kempf (* 1943), deutscher Politikwissenschaftler
- Volker Kempf (Musiker) (* 1961), deutscher Harfenist
- Volker Kempf (* 1968), deutscher Autor und Politiker (AfD)
- Werner Kempf (General) (1886–1964), deutscher General
- Werner Kempf (Maler) (1925–1999), deutscher Maler und Mundartsprecher
- Wilhelm Kempf (Schauspieler) (1863–nach 1902), Schweizer Schauspieler
- Wilhelm Kempf (Bischof) (1906–1982), deutscher Geistlicher, Bischof von Limburg
- Wilhelm Kempf (Psychologe) (* 1947), österreichischer Psychologe und Friedensforscher